# جین (نوشیدنی)

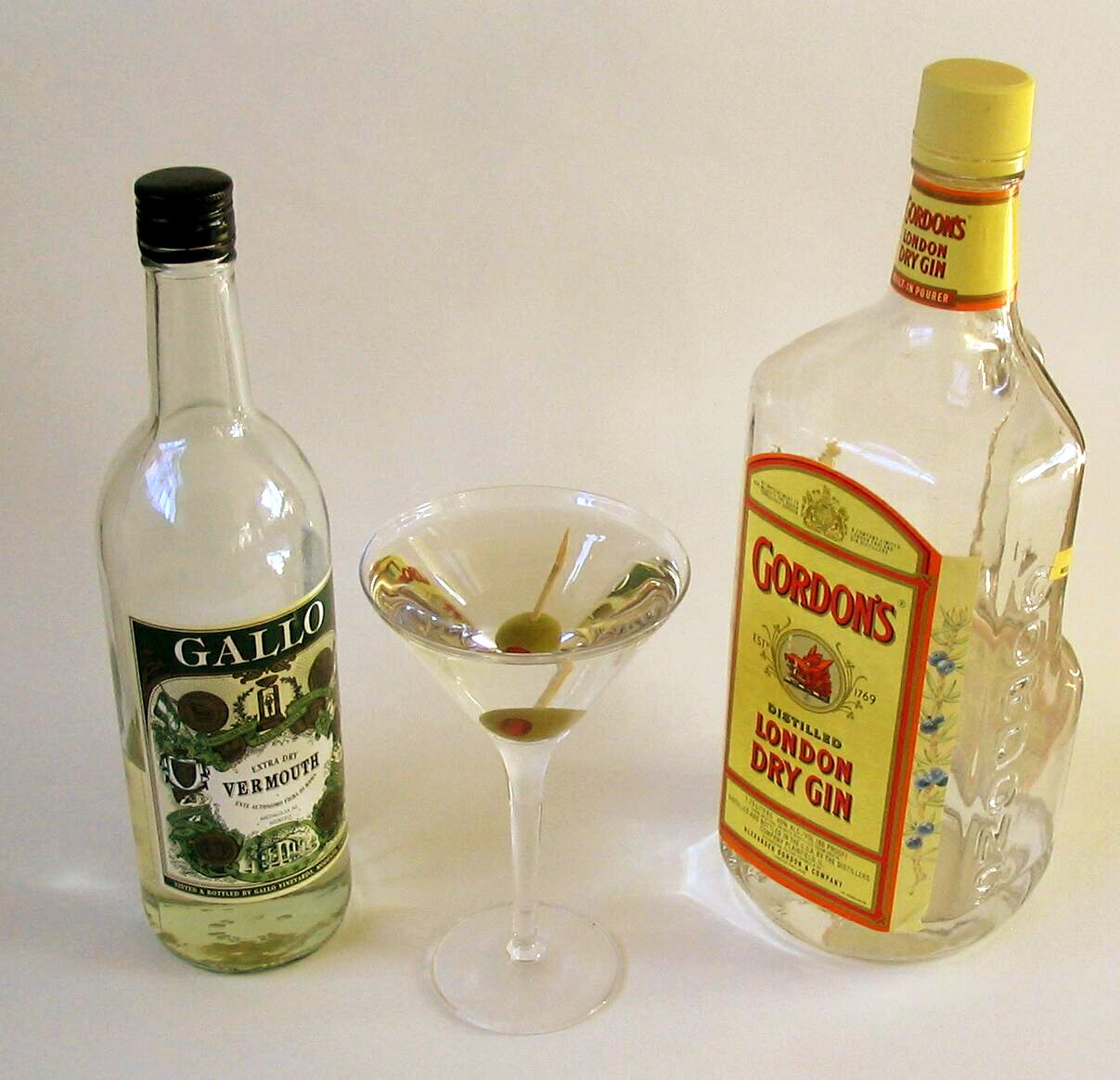
یک شیشه بطری جین به همراه یک شیشه بطری ورموت

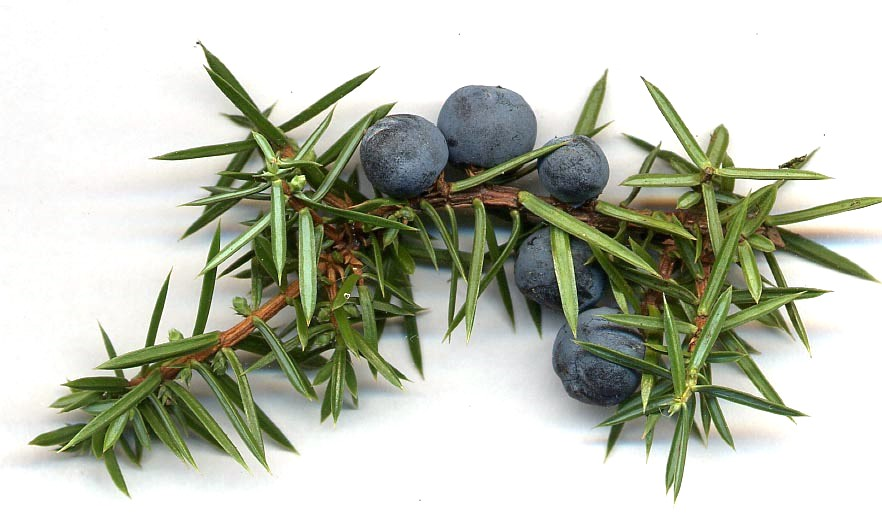
میوه مخروط سرو کوهی/درخت عزعز

جین (به انگلیسی: Gin) یک مشروب‌الکلی تقطیر شده و معطراست که از میوهٔ توت مانند درخت سروکوهی به نام میوه ارس (ابهل) به دست می‌آید. ساخت جین بیشتر یک پیشه و صنعت سنتی محسوب شده و از تقطیر میوه درخت اُرس که نوعی سرو کوهی است بدست می‌آید. کمینه الکل موجود در آن حدود ۴۰ درصد است.
نام جین (gin) شکل کرفت از کلمه قدیمی‌تر انگلیسی جنور/ینور (jenever/genever) است، که با کلمه فرانسوی جنیور (genièvre) و کلمه هلندی جنور (jenever) مرتبط است. همه این کلمات در نهایت از یونیپروس (juniperus)، نام لاتین درخت سرو کوهی، مشتق شده‌اند.
توجه شما که ینور هم معروف به ۲ اسم تو انگلیسی ولی منظورشون یکی استان (به انگلیسی اسم ها معروف هم jeneva/geneva/hollands).‌‌‌‌‌ پزشکان اپیدمی، نوک ماسک‌های طاعون خود را با سرو کوهی/عرعر پر می‌کردند تا گویا از آنها در برابر مرگ سیاه محافظت کند.

###### ذکرهای قرن ۱۳ -
قدیمی‌ترین اشاره نوشتانی شناخته شده به ینور (jenever) در اثر دانشنامه‌ای قرن سیزدهم میلادی به نام در ناتورن بلوم (Der Naturen Bloeme) از شهر بروخه (Bruges) ظاهر می‌شود توی دایره المعارفیش، در حالی که قدیمی‌ترین دستور پخت چاپ شده برای ینور به اثری از قرن شانزدهم میلادی به نام این کونستلیک دیستیلیربوک (Een Constelijck Distileerboec) از شهر آنتورپ (Antwerp) برمی‌گردد.
راهبان از آن برای تقطیر شربت‌های الکلی تند و آتشین استفاده می‌کردند که یکی از آنها از شراب تزریق شده است توی بشکه ها ینور. انها داروها میکرداند، به خاطر همین تولید ینور.به عنوان یک گیاه دارویی، ینور (jenever) برای قرن‌ها بخش ضروری کیف پزشکان بوده است. رومیان شاخه‌های درخت عرعر را برای تطهیر می‌سوزاندند.
در اروپا، داروسازان شراب‌های تقویتی سرو کوهی/عرعر را برای درمان سرفه، سرماخوردگی، دردها، کشیدگی‌ها، پارگی‌ها و گرفتگی‌های عضلانی ارائه می‌دادند. این شراب‌ها به عنوان داروی همه‌کاره محبوب بودند، اگرچه برخی فکر می‌کردند که این شراب‌های تقویتی بیش از حد محبوب شده‌اند و به جای مصرف برای اهداف دارویی، برای لذت بردن مصرف می‌شوند. 
قرن ۱۷ -
پزشک فرانسیسکوس سیلویوس (به انگلیسی: Franciscus Sylvius) به‌طور نادرست به‌عنوان مخترع جین در اواسط قرن هفدهم شناخته شده است.از آنجایی که وجود ژنوور در نمایشنامه فیلیپ مسینجر به نام «دوک میلان» (۱۶۲۳ میلادی) تأیید شده است، زمانی که سیلویوس حدود نه ساله بود. علاوه بر این ادعا شده است که سربازان انگلیسی که در سال ۱۵۸۵ (۹۶۴ هجری شمسی) در آنتورپ در مقابل اسپانیایی‌ها در خلال جنگ هشتاد ساله حمایت کردند، قبل از نبرد برای تأثیرات آرام‌بخش آن جینوور می‌نوشیدند که از آنجا به نظر می‌رسد اصطلاح «شجاعت هلندی» به وجود آمده است. تا اواسط قرن هفدهم، تعداد زیادی از تقطیرکنندگان کوچک هلندی و فلاندری فرآیند دوباره تقطیر روح جو مالت یا شراب مالت را با عرعر، همچنین انیسون، رازیانه، گشنیز و غیره رایج کرده بودند - این نوشیدنی‌ها در داروخانه‌ها به فروش می‌رسیدند و برای درمان مشکلات پزشکی مانند بیماری‌های کلیوی، کمردرد، بیماری‌های معده، سنگ کیسه صفرا و نقرس استفاده می‌شدند.